# 昌德拉王朝
昌德拉王朝（英語：Chandela dynasty）是9-13世紀中印度的一個拉其普特人王朝，大致位於歷史上的本德爾坎德地區（Bundelkhand），介於今天的北方邦和中央邦之間，首都在克久拉霍。

## 歷史
瞿折羅-普臘蒂哈臘王朝衰落後，底下的拉其普特王公紛紛宣布獨立，建立起自己的王國，昌德拉王朝就是其中的一支。同時的還有帕拉瑪拉王朝、特里普里的卡拉楚里人，這些王朝大多處在彼此不斷的征戰中。11世紀開始，王朝面臨來自西北方穆斯林王朝（包括強大的加兹尼王朝和古爾王朝）的威胁。公元1203年，穆罕默德·古爾（Muhammad of Ghor）手下的將領庫特布丁·艾伊拜克（Qutb al-Din Aibak）征服了本德爾坎德地區，王朝至此已名存實亡。13世紀，昌德拉王朝最終亡於庫特布丁·艾伊拜克創建的德里蘇丹國。

## 歷代君主
- Nannuka，831-845年
- Vakpati，845-865年
- Jayashakti 和 Vijayashakti，865-885年
- Rahila，885-905年
- Shri Harsha，905-925年
- Yasho-Varman，925-950年
- Dhanga-Deva，950-999年
- Ganda-Deva，999-1002年
- Vidyadhara，1003-1035年
- Vijaya-Pala，1035-1050年
- Deva-Varman，1050-1060年
- Kirtti-Varman，1060-1100年
- Sallakshana-Varman，1100-1110年
- Jaya-Varman，1110-1120年
- Prithvi-Varman，1120-1128年
- Madana-Varman，1128-1165年
- Yasho-Varman II，1164-65年
- Paramardi-Deva，1165-1203年
- Trailokya-Varman，1203-1245年
- Vira-Varman，1245-1285年
- Bhoja-Varman，1285-1288年
- Hammira-Varman，1288-1311年
- Vira-Varman II，1315年

## 資料來源
- 《印度史》，[德]迪赫‧庫爾克 迪‧羅特蒙特著，王立新 周江江譯，中國青年出版社，ISBN 9787500682332
- 《印度古代史纲》，林承节著，光明日报出版社，ISBN 7-80145-355-7
- Sisirkumar Mitra (1977). The Early Rulers of Khajurāho. Motilal Banarsidass. ISBN 9788120819979.